# Håkon Brusveen
Haakon Brusveen, né le 15 juillet 1927 à Vingrom et mort le 21 avril 2021 à Lillehammer, est un fondeur norvégien, champion olympique en 1960.

## Biographie
Originaire de Vingrom, il représente le club local. Souffrant d'une bronchite asthmatique chronique, il commence la pratique du ski de fond et de la course à pied pour améliorer sa condition. Il fait ses débuts dans une compétition majeure à l'occasion des Championnats du monde 1954, où il est vingtième du quinze kilomètres et quatrième du relais. En 1955, il est troisième du quinze kilomètres aux Jeux du ski de Suède et en 1956, il occupe le même rang aux Jeux du ski de Lahti sur dix-huit kilomètres.
En 1956, il prend part à ses premiers jeux olympiques à Cortina d'Ampezzo, se classant cinquième du quinze kilomètres et quatrième du relais. Aux Championnats du monde 1958, il échoue de nouveau dans sa quête de médailles, étant cinquième du quinze kilomètres, 17e du trente kilomètres et quatrième du relais. Tout de même, il reçoit la Médaille Holmenkollen cette année.
Aux Jeux olympiques 1960 à Squaw Valley, il est enfin sacré, remportant le titre sur le quinze kilomètres, de peu devant Sixten Jernberg. Il ne devait qu'être remplaçant à l'origine, mais une épreuve test en amont des jeux convainc le roi de Norvège de demander sa sélection. Sur le relais, il doit céder la victoire aux Finlandais (médaille d'argent), battu par Veikko Hakulinen de huit dixièmes de seconde.
Il se redirige après 1960 au biathlon mais échoue à se qualifier pour les Jeux olympiques d'hiver de 1964. Il devient également commentateur des compétitions de ski de fond à la radio.
Aux Championnats de Norvège, il totalise quatre titres individuels : quinze kilomètres en 1957 et 1958 et trente kilomètres en 1953 et 1958.

## Palmarès

### Jeux olympiques
| Épreuve / Édition | Cortina d'Ampezzo 1956 | Squaw Valley 1960 |
| 15 km             | 5e                     | Or                |
| Relais 4 × 10 km  | 4e                     | Argent            |